# Tián mì mì
Tián mì mì (甜蜜蜜T, 甜蜜蜜S, Tián mì mìP; conosciuto anche con il titolo internazionale Comrades - Almost a Love Story) è un film del 1996 diretto da Peter Chan.
Con protagonisti Maggie Cheung e Leon Lai, il titolo fa riferimento alla canzone omonima di Teresa Teng, i quali brani sono presenti nella colonna sonora del film.

## Trama
1986, Hong Kong: Li Xiao-Jun è un ragazzo emigrato dalla Cina continentale per guadagnarsi da vivere e portare la sua compagna, Li Xiao-Ting, ad Hong Kong con lui. Nella ricerca di un lavoro e con alcune difficoltà linguistiche incontra Li Qiao, una lavoratrice di un McDonald's aperto da poco. Lei, nativa di Canton, gli consiglia di frequentare un corso di inglese per avere più possibilità di trovare lavoro: in realtà si sta approfittando di lui per mettere da parte dei soldi in più. La solitudine di due emigrati in una città come Hong Kong li porta ad avvicinarsi e sviluppare una relazione tra l'amicizia e l'amore. 
1987: il mercato azionario crolla. Senza risparmi, le loro ambizioni molto diverse li portano a separarsi: Xiao-Jun si sposa con Xiao-Ting e i due si stabiliscono ad Hong Kong; Qiao finisce in una relazione con il boss mafioso Pao Au-Yeung e contemporaneamente riesce a diventare un'imprenditrice di successo. Sono passati tre anni, e i due innamorati si danno appuntamento un'ultima volta nella loro solita stanza d'albergo. Proprio quando avevano deciso di lasciare i loro partner, Pao è costretto a scappare dalla città, accompagnato da Qiao.
Diversi anni dopo, Xiao-Jun lascia il Paese per fare il cuoco negli Stati Uniti d'America. Qiao, invece, si trova lì con Pao, ricercato dalla polizia hongkonghese. Quest'ultimo verrà ucciso nel corso di una rapina ai suoi danni da parte di un gruppo di ragazzi afroamericani. Le strade dei protagonisti, in balia del destino, si incrociano nuovamente.

## Produzione
Il titolo originale, Tián mì mì, è tratto dal brano omonimo della cantante taiwanese Teresa Teng, popolare sia nella Cina continentale che nel resto della comunità cinese. La musica della cantante è presente in modo preminente all'interno della pellicola, e attorno a lei stessa si sviluppa un'importante sottotrama. L'attore Leon Lai ha cantato il pezzo per i titoli di coda. Il direttore della fotografia Christopher Doyle, noto internazionalmente per le sue collaborazioni con Wong Kar-wai, interpreta un professore di inglese.
Al tempo della produzione, Lai era noto soprattutto come «idolo pop», mentre Maggie Cheung come «un'attrice caratterista affermata», causando alcuni dubbi sulle scelte del regista Peter Chan. Egli affermò che in origine aveva considerato Wang Fei per il ruolo, anche considerate le sue origini continentali, ma lei rifiutò, portandolo a confermare Cheung.

## Distribuzione
Tián mì mì è stato distribuito nelle sale cinematografiche hongkonghesi il 2 novembre 1996.

## Accoglienza

### Incassi
Dalla proiezione nelle sale di Hong Kong, il film ha incassato un totale di 15 557 580 HK$.

### Critica
Secondo l'aggregatore di recensioni Rotten Tomatoes, il film ha ottenuto un indice di apprezzamento del 90% e un voto di 7,20 su 10 sulla base di 10 recensioni. Derek Elley, critico per Variety, sostiene che «in un film in cui gli sguardi prendono spesso il posto dei dialoghi, entrambi gli attori raggiungono il cuore di questo generoso ritratto della natura umana, una ventata d'aria fresca dopo i molti lavori tristi e meschini che dominano il cinema cinese offshore nei circuiti dei festival».

## Riconoscimenti
- 1997 – Golden Horse Film Festival
  - Miglior film
  - Migliore attrice a Maggie Cheung

- 1997 – Hong Kong Film Awards
  - Miglior film
  - Migliore regista a Peter Chan
  - Migliore sceneggiatura a Ivy Ho
  - Migliore attrice a Maggie Cheung
  - Migliore attore non protagonista a Eric Tsang
  - Migliore fotografia a Jingle Ma
  - Migliore direzione artistica a Hai Chung-Man
  - Migliori costumi a Ng Lei-Lo
  - Migliore colonna sonora originale a Chiu Tsang-Hei
  - Candidatura per migliore attore a Leon Lai
  - Candidatura per migliore new performer a Kristy Yang

- 1997 – Seattle International Film Festival
  - Miglior film